# Marrubiu
Marrubiu település Olaszországban, Szardínia régióban, Oristano megyében. Lakosainak száma 4595 fő (2023. január 1.). Marrubiu Arborea, Santa Giusta, Uras, Ales, Morgongiori és Terralba községekkel határos.

## Népesség
A település lakossága az elmúlt években az alábbi módon változott:
| Lakosok száma | 4829 | 4819 | 4595 |
|               | 2017 | 2018 | 2023 |